# Bryobia qilianensis
Bryobia qilianensis är en spindeldjursart som beskrevs av Ma och Yuan 1981. Bryobia qilianensis ingår i släktet Bryobia och familjen Tetranychidae. Inga underarter finns listade.